# All Night with Me
«All Night with Me» es una canción de la cantante pop estadounidense Laura Branigan, lanzada en 1982 como sencillo principal de su álbum de estudio debut Branigan. Fue escrito por Chris Montan y producido por Jack White. «All Night with Me» se lanzó en los Estados Unidos y Alemania, y alcanzó el puesto 69 en el Billboard Hot 100 de EE. UU. 
El sencillo debut de Branigan, «All Night with Me», precedió a su éxito número 2 en Estados Unidos, «Gloria».  En Alemania, Branigan promocionó el sencillo interpretándolo en el programa musical de televisión Disco. 

## Recepción de la crítica
Tras su lanzamiento, Cash Box describió la canción como una "súplica seductora" y más tarde, en 1983, se refirió a ella como un "sencillo pasado por alto".   En una reseña del álbum, Stereo Review comentó que "sólo «All Night with Me» se eleva por encima del nivel de mediocridad".  En una reseña retrospectiva, Bryan Buss de AllMusic criticó la canción y la describió como una "balada sobresintetizada y casi aburrida", que junto con la pista del álbum «Lovin' You Baby», "son tan mediocres que el álbum serían más fuertes si simplemente se hubieran omitido". 

## Lista de canciones
7" single
1. «All Night with Me» - 3:52
2. «I Wish We Could Be Alone» - 3:18

7" single (US promo)
1. «All Night with Me» - 3:50
2. «All Night with Me» - 3:50

## Gráficos
| Lista (1982)           | Mejor posición |
| ---------------------- | -------------- |
| U.S. Billboard Hot 100 | 69             |

## Créditos
- Laura Branigan - voz
- Jack White - productor
- Greg Mathieson - arreglista, coproductor
- Juergen Koppers - mezcla, grabador
- John Kovarek - grabador
- Brian Gardner - masterización

## Otras versiones
El compositor Chris Montan, que había tocado teclados y guitarra en la banda de gira de Karla Bonoff entre 1977 y 1979, presentó «All Night With Me» en su álbum de 1980 Any Minute Now.  También en 1980, Maxine Nightingale grabó la canción para su álbum Bittersweet, del que se publicó como sencillo. 